# Обисарг
Обисарг (фр. Aubussargues) насеље је и општина у јужној Француској у региону Лангдок-Русијон, у департману Гар која припада префектури Ним.
По подацима из 2011. године у општини је живело 345 становника, а густина насељености је износила 40,49 становника/km². Општина се простире на површини од 8,52 km². Налази се на средњој надморској висини од 85 метара (максималној 213 m, а минималној 84 m).

## Демографија
| 1962. | 1968. | 1975. | 1982. | 1990. | 1999. | 2011. |
| ----- | ----- | ----- | ----- | ----- | ----- | ----- |
| 178   | 185   | 163   | 164   | 216   | 238   | 345   |

График промене броја становника у току последњих година